# Girolamo da Sant'Angelo in Vado
Girolamo da Sant'Angelo in Vado, noto anche come Girolamo Ranucci (Sant'Angelo in Vado, 1410 circa – Sant'Angelo in Vado, 1466 circa), è stato un religioso italiano.
Sacerdote dell'Ordine dei Servi di Maria, il suo culto come beato è stato confermato da papa Pio VI nel 1775.

## Biografia
Era figlio di un certo Antonio Ranucci, guardia celata del comune di Sant'Angelo in Vado per la parrocchia di Sant'Eusebio: in seguito, la sua famiglia fu ascritta alla nobiltà cittadina. Dovette abbracciare in giovane età la vita religiosa tra i Servi di Maria della sua città, ma il suo nome non compare tra quelli dei religiosi presenti ii capitoli conventuali dei 1417, 1421 e 1429: egli si trovava probabilmente altrove per motivi di studio.
Il primo documento in cui viene citato risale al 1449: viene qualificato come teologo baccelliere e vicario provinciale della provincia romana dei Servi.
Fu celebre per cultura e sapienza e al suo consiglio, pare, ricorresse anche Federico, duca di Urbino. Partecipò alla fondazione del monastero femminile di Santa Maria delle Grazie in Sant'Angelo in Vado.

## Il culto
Ebbe fama di taumaturgo e tra i suoi devoti si trova il cardinale Dionisio Laurerio, suo confratello, che da arcivescovo di Urbino volle la reliquia dell'indice della sua mano destra per la sua cattedrale. Il processo per l'approvazione canonica del suo culto fu avviato sotto il pontificato di Clemente XIV, la cui famiglia era originaria di Sant'Angelo in Vado.
Papa Pio VI, con decreto del 1º aprile 1775, ne confermò il culto con il titolo di beato.
Il suo elogio si legge nel martirologio romano all'11 dicembre.